# 小行星3274
小行星3274（3274 Maillen）是一颗围绕太阳公转的小行星。1981年8月23日，亨利·德波鸿诺在拉西拉天文台发现了此天体。
該小行星以比利時的村莊梅蘭命名。
这颗小行星的绝对星等为234.6918452565918等。